# Comportamento collettivo degli animali

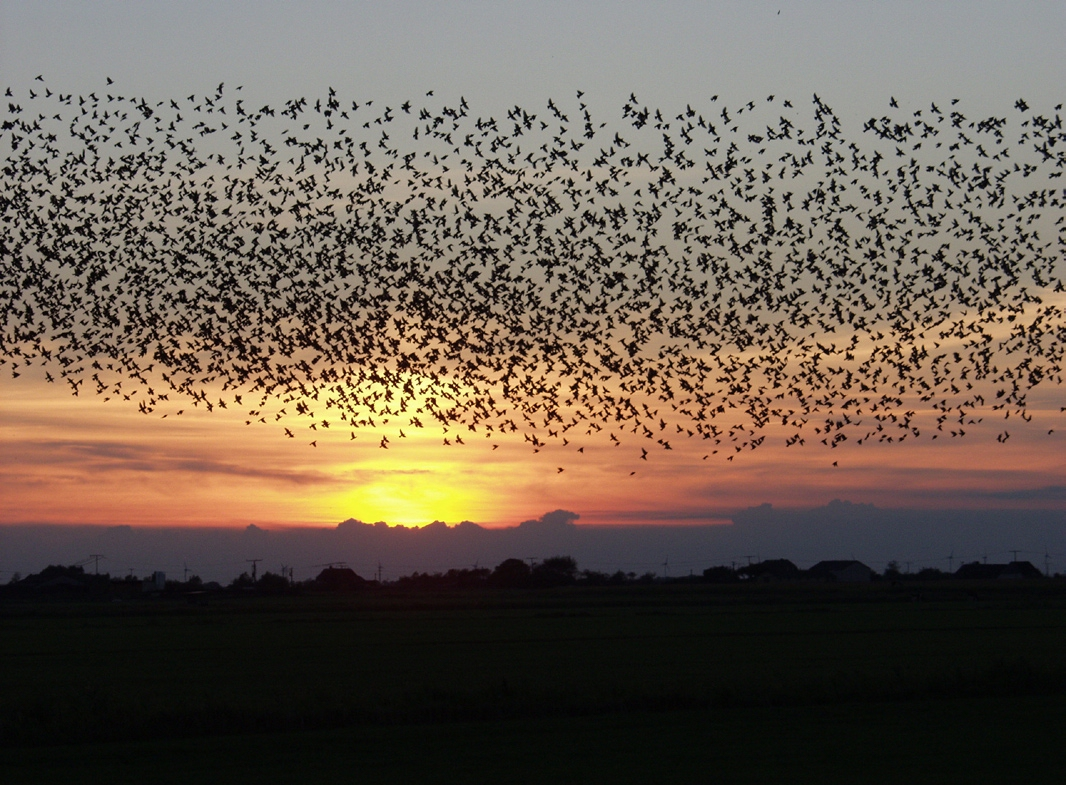
Stormo di storni in Danimarca, al tramonto.

La locuzione comportamento collettivo degli animali si riferisce all'agire coordinato di estesi gruppi di animali simili e alle proprietà emergenti di questi gruppi. Questo argomento include, nelle sue sfaccettature, i vantaggi e gli svantaggi di appartenere al gruppo, il trasferimento di informazioni all'interno dello stesso, il processo decisionale del gruppo, la locomozione e la sincronizzazione del gruppo. Studiare i principi del comportamento collettivo degli animali è rilevante nei problemi di ingegneria umana, secondo la filosofia della biomimetica. Per esempio, determinare le regole per cui un individuo animale regola la propria traiettoria in relazione ai suoi compagni di gruppo può condurre a progressi nella disposizione e nel controllo di gruppi di micro-robot natanti o volanti, come gli Unmanned aerial vehicle (UAV).

## Esempi
Esempi di comportamento animale collettivo comprendono:
- Gli stormi di uccelli
- Le mandrie di mammiferi ungulati
- I banchi di pesci, di krill, di delfini
- Le marce delle locuste
- I formicai delle formiche

## Funzioni proposte
Sono state proposte molte funzioni riguardo alle aggregazioni animali. Queste funzioni possono essere raggruppate nelle quattro seguenti categorie: sociali e genetiche, anti-predatorie, miglioranti la ricerca di cibo e miglioranti l'efficienza di movimento.

### Interazione sociale
Un esempio di funzione genetica e sociale delle aggregazioni, specialmente di quelle formate dai pesci, può essere osservato in numerosi aspetti del loro comportamento. Per esempio, esperimenti hanno dimostrato che un singolo pesce rimosso dal banco mostra un tasso respiratorio superiore che in quelli all'interno del banco. Questo comportamento è stato attribuito alla tensione, e pertanto sembra essere calmante l'effetto di trovarsi con altri elementi della propria specie, il che costituirebbe una forte motivazione sociale del rimanere in stato gregario. Le aringhe, ad esempio, diverranno molto agitate se isolate dai propri simili. I banchi di pesci - è stato proposto - assolverebbero inoltre a una funzione riproduttiva, in quanto consentono un maggiore accesso a potenziali partner.

#### Protezione dai predatori

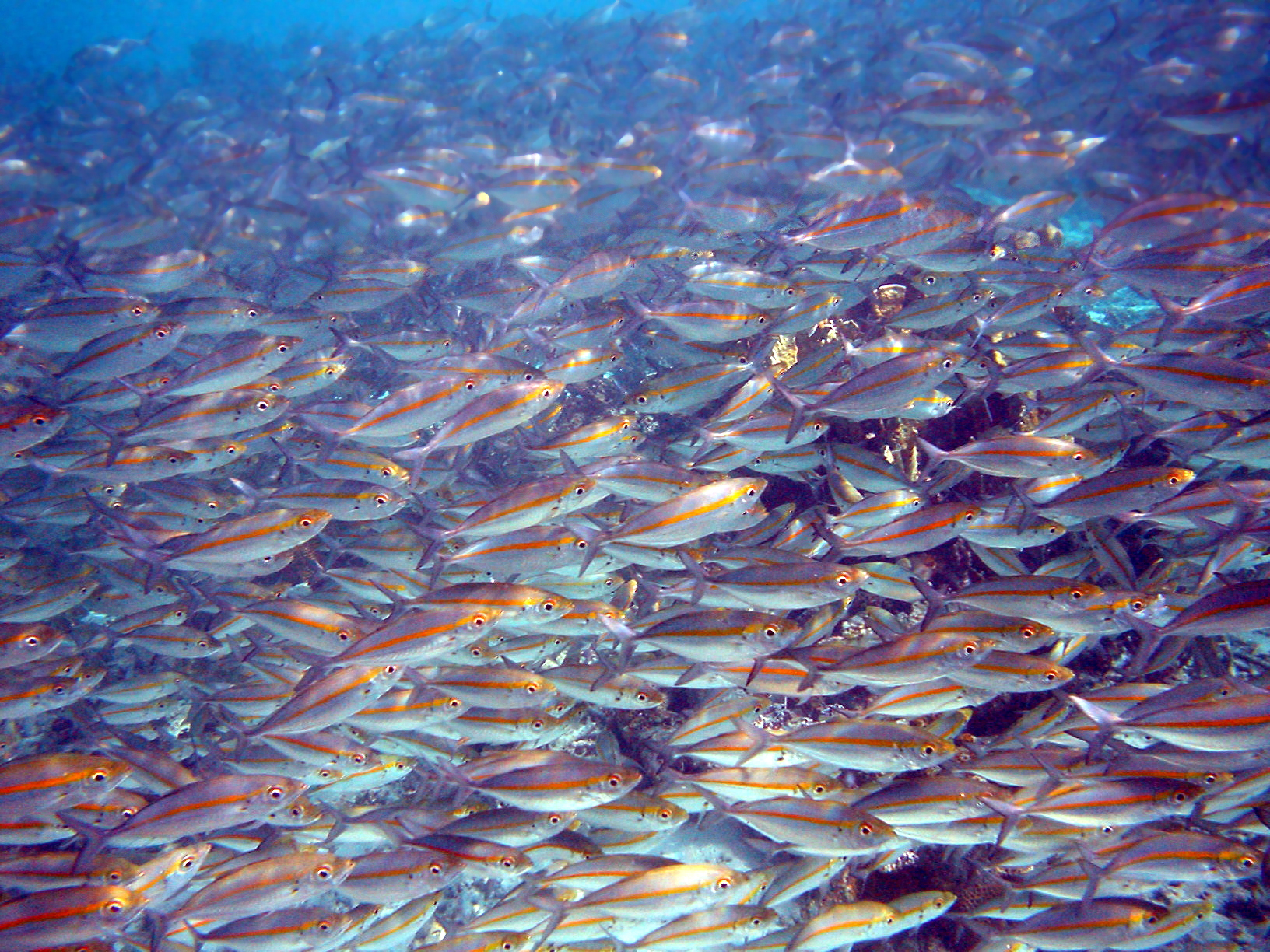
Banco di Pterocaesio chrysozonae.

Sono stati proposti parecchi esempi di funzione anti-predatori. Un potenziale metodo con cui i banchi di pesci o gli stormi di uccelli potrebbero ostacolare i predatori è l'effetto confondi-predatori proposto e dimostrato da Milinski e Heller nel 1978. Questa teoria è basata sull'idea che diviene difficile ai predatori selezionare una preda singola all'interno di gruppi, perché i numerosi bersagli in movimento creano un sovraccarico di percezioni visive al predatore.
Un secondo potenziale effetto anti-predatori delle aggregazioni di animali è l'ipotesi dei molti occhi. Questa teoria afferma che, con l'aumentare della dimensione del gruppo, il compito di analizzare l'ambiente circostante in cerca di predatori può essere suddiviso tra molti individui. Non solo questa collaborazione di massa consente un più alto livello di vigilanza, ma potrebbe anche lasciare più tempo all'alimentazione individuale.
Una terza ipotesi è quella dell'effetto sminuire lo scontro. Hamilton, ad esempio, ha proposto che l'aggregazione degli animali fosse dovuta all'"egoistica" elusione del predatore, e che fosse perciò un modo per cercare un riparo all'interno del gruppo. Un'altra formulazione della teoria fu data da Turner e Pitcher, e fu vista come la combinazione tra probabilità di rilevazione e probabilità di attacco da parte di un predatore. Nella parte di teoria circa la rilevazione da parte del predatore, fu suggerito che una potenziale preda potrebbe trarre benefici dal vivere in gruppo, dato che un predatore ha meno probabilità di imbattersi in un singolo gruppo piuttosto che su una distribuzione sparsa di prede. Nella parte circa l'attacco del predatore, si ipotizzò che un predatore che attacca ha meno probabilità di mangiare un particolare individuo, quando sono presenti altri individui in gran numero. Riassumendo, un individuo è in vantaggio se si trova nel più grande tra due gruppi, assumendo che la probabilità di rilevazione e di attacco non aumenti sproporzionatamente con la dimensione del gruppo.

#### Miglioramento nella nutrizione
Un terzo beneficio degli assembramenti animali, tra quelli proposti, è quello del miglioramento nella ricerca di nutrimento. Questa abilità fu dimostrata da Pitcher e altri nei loro studi sul comportamento di ricerca del cibo nei banchi di ciprinidi. In questo studio, venne misurato il tempo impiegato da gruppi di carpe e pesci rossi per localizzare del cibo. Il numero di pesci nel gruppo venne fatto variare, e si osservò, a livello statistico, una significativa diminuzione del tempo necessario a trovare il cibo nei gruppi più numerosi. Un ulteriore sostegno per l'incrementata capacità di trovare il nutrimento da parte dei banchi si osserva nella struttura dei banchi di pesci predatori. Partridge e altri analizzarono la struttura del banco dei tonni rossi dell'Atlantico per mezzo di fotografie aeree, e scoprirono che il banco assumeva forma parabolica, un fatto che dimostrava l'applicazione della caccia cooperativa da parte di questa specie (Patridge et al., 1983).

#### Aumento dell'efficienza locomotoria
Questa teoria afferma che gruppi di animali che si muovano in ambiente fluido possono risparmiare energia quando nuotano o volano insieme, proprio come i ciclisti possono mettersi nella scia l'uno dell'altro, in squadra. Anche le oche che volano in formazione a V - si pensa - risparmiano energia volando sulla corrente ascendente dei vortici d'ala generati dall'animale che li precede nella formazione. Si è dimostrato che anche gli anatroccoli risparmiano energia nuotando in linea.  Un'aumentata efficienza nel nuoto di gruppo è stata proposta anche per banchi di pesci e per il krill antartico.

## Struttura del gruppo
La struttura di grandi gruppi animali è complessa proprio a causa del grande numero di animali coinvolti. Per questo l'approccio sperimentale è spesso unito alla modellazione matematica di questi gruppi.

### Approccio sperimentale
Gli esperimenti che studiano la struttura dei gruppi di animali cercano di determinare la posizione nello spazio di ogni animale all'interno di un dato volume in ogni unità di tempo. È importante conoscere la struttura interna del gruppo poiché questa può essere collegata alle motivazioni che hanno spinto gli animali a muoversi in gruppo. Per ottenere questi dati si utilizzano diverse telecamere che riprendono da più angolazioni la stessa porzione di spazio, secondo la tecnica della fotogrammetria.
Quando centinaia o migliaia di animali occupano il volume studiato, diventa complesso distinguere ogni individuo, inoltre gli animali possono allinearsi e nascondersi a vicenda. Se si riescono a superare questi problemi, si può arrivare a conoscere la posizione di ogni individuo nel tempo e diversi parametri descrittivi possono essere ricavati dall'analisi dei dati ottenuti.
Tra questi vi sono:
- Densità: la densità di un gruppo è il rapporto tra il numero di animali e il volume (o l'area) occupato dall'intero gruppo. La densità può variare in diverse parti del gruppo.[12]

- Polarità: la polarità del gruppo indica se il gruppo di animali è rivolto nella stessa direzione o meno. Per calcolare questo parametro si determina la direzione media in cui sono rivolti i componenti del gruppo e successivamente si trova la differenza tra tale valore e l'effettiva direzione di ciascun animale. La polarità è la media di tali differenze.[13]

- Distanza dall'individuo più vicino: la distanza dall'individuo più vicino (NND, dall'inglese: Nearest Neighbor Distance)è la distanza che intercorre tra il baricentro di un animale (detto animale focale) e il baricentro dell'animale più vicino. Si individua il valore per ciascun individuo e poi si calcola la media tra tutti gli individui del gruppo. Per gli animali collocati ai bordi del gruppo bisogna considerare la mancanza di animali in una o più direzioni.

- Posizione dell'individuo più vicino: in un sistema di coordinate polari, indica l'angolo e la distanza tra ciascun animale e il più vicino tra gli altri animali del gruppo.

- Fattore di impilaggio: il fattore di impilaggio è un parametro preso a prestito dalla fisica per definire l'organizzazione di un gruppo animale in 3 dimensioni. È una misura alternativa alla densità. Per il calcolo di questo parametro il gruppo è idealizzato come un insieme di sfere solide, con una sfera centrata su ciascun animale. Il fattore di impilaggio è definito come il rapporto tra il volume totale occupato dalle sfere e il volume totale occupato dal gruppo (includendo quindi lo spazio tra le sfere). Il valore è compreso tra zero e uno. [14]

- Densità condizionata integrata: Questo parametro misura la densità a diverse scale di lunghezza, e pertanto descrive l'omogeneità della densità all'interno del gruppo animale.[14]

- Funzione di distribuzione di coppia: Questo parametro è solitamente utilizzato in fisica per caratterizzare il grado di ordine spaziale in un sistema di particelle. Esso descrive anche la densità relativa a una certa distanza da un punto fissato (perciò di coppia). Cavagna e i suoi scoprirono che lo stormo di storni esibisce una struttura intermedia tra quella di un gas e quella di un liquido.[14]

### Modellizzazione

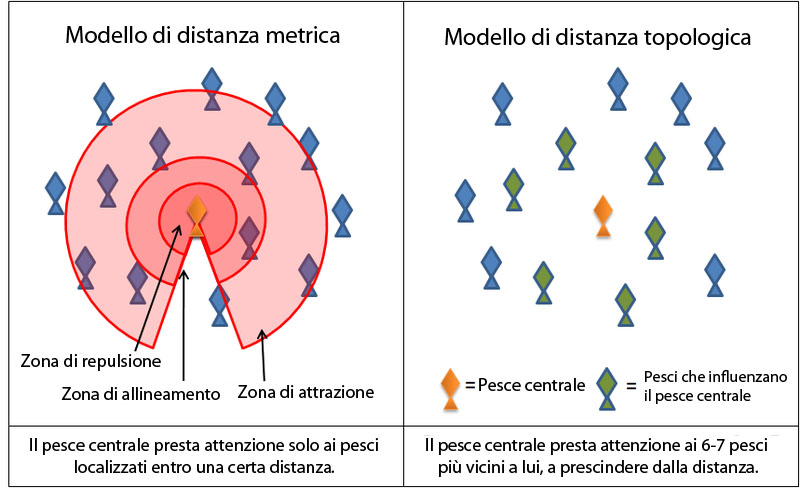
I diagrammi illustrano la differenza tra la 'distanza metrica' e la 'distanza topologica' in un banco di pesci

I più semplici modelli matematici che descrivono gruppi di animali seguono tre regole:
1. Muoviti nella stessa direzione degli animali che ti circondano
2. Rimani vicino agli animali che ti circondano
3. Evita di scontrarti con gli animali che ti circondano

Esempi di questo tipo di simulazioni sono il programma Boids, creato da Craig Reynolds nel 1986, e i sistemi SPP (Self Propelled Particle). Molti degli attuali modelli utilizzano variazioni di queste tre leggi, ad esempio molti modelli suddividono lo spazio che circonda ciascun animale in diverse zone ed in ciascuna zona le tre regole assumono diversa importanza: nella zona più vicina a ciascun animale la regola 'Evita la collisione coi vicini' è prioritaria mentre nella fascia intermedia prevale il tentativo di mantenere la stessa direzione dei vicini, infine se un elemento si allontana eccessivamente da uno degli altri animali che lo circondano, entra nella fascia di attrazione, dove l'obiettivo principale consiste nel cercare di riavvicinarsi al compagno. La forma di queste zone è necessariamente influenzata dalle capacità sensoriali dell'animale. Ad esempio, il campo visivo di un uccello non si estende alla parte posteriore del corpo, mentre i pesci possono affidarsi sia alla vista sia ai segnali idrodinamici che giungono alla linea laterale.
Recenti studi sugli stormi di storni hanno mostrato, tuttavia, che ogni uccello modifica la propria posizione relativamente ai sei o sette animali che lo circondano direttamente, a prescindere da quanto vicini o lontani questi animali siano. 
Le interazioni tra storni in volo sono pertanto basate su una regola topologica anziché su una regola metrica. Resta da vedere se la medesima regola si possa applicare ad altri animali.

## Prendere decisioni in gruppo
Un gruppo di animali, se vuole rimanere unito, si trova di fronte al problema di come fare a prendere decisioni collettive. Per un banco di pesci, ad esempio, una decisione da prendere potrebbe essere quella di quale comportamento adottare di fronte ad un predatore. Nel caso degli insetti sociali, come formiche o api, invece il problema potrebbe essere quello di decidere insieme dove costruire un nuovo nido; per un branco di elefanti, quando e dove spostarsi. Come vengono prese tali decisioni? Sono i più forti o gli individui di maggior esperienza, che esercitano maggior influenza degli altri membri sul gruppo, a decidere, oppure il gruppo prende la sua decisione "democraticamente"? La risposta dipende dalla specie. Mentre il ruolo di una matriarca che agisce come capo in un branco di elefanti è ben noto, altri studi hanno dimostrato che in alcune specie animali la decisione dipende dal consenso unanime.  
Uno studio recente ha mostrato che piccoli gruppi di pesci usano questo sistema quando devono decidere quale comportamento seguire. I pesci fanno questo in un modo molto semplice: ognuno guarda la decisione che ha preso l'altro prima di prendere la propria. Questa tecnica generalmente porta alla decisione giusta, ma non sempre. Inoltre, quando il numero dei componenti del gruppo cresce, i pesci prendono la decisione con più attenzione. Prendere una decisione "consultandosi" è una forma di intelligenza collettiva, infatti usa informazioni da fonti multiple per raggiungere, generalmente, la conclusione corretta.
Alcune simulazioni di decisioni di gruppo usano il metodo Condorcet per esprimere i modi in cui gruppi di animali arrivano al consenso unanime. 